# 손병걸
손병걸은 대한민국의 시인이자 사회강사이다. 2005년 《부산일보 신춘문예》에 시 〈항해〉를 발표하며 등단했다.

## 생애
손병걸은 강원도 동해시에서 태어났다. 1997년 경 중도 실명 시각장애 1급 판정을 받았다.
손병걸에게 문학은 그가 사춘기를 맞닥뜨릴 때쯤 찾아왔다. 펼친 책들 속에서 매번 작가가 되겠다는 꿈을 꾸던 그는 밤이면 활자들의 세계로 찾아들고는 했다. 그맘때쯤 살림은 점점 더 나락으로 떨어지고 있었기 때문에 그는 자신의 꿈이 한가한 삶이 누리는 사치 같아서 남몰래 문학을 끌어안고 울었다. 날이 갈수록 앞이 보이지 않는 미래와 떨칠 수 없는 슬픔들이 어깨를 눌렀고 그것을 벗어던지기 위해 더욱 몸을 혹사한 그는 엎친 데 덮친 격으로 서른 중반에 두 눈의 시력을 잃게 되었는데 불행을 맞닥뜨린 그는 문학에 언제나 전부를 던졌다. ‘문학은 결코 한가한 이들이 누리는 사치가 아니었다. 피를 토하듯 삶에 대한 치부를 고스란히 드러낼 수 있는 용기가 필요했다. 그러면서도 단순히 우울한 노출증 환자가 되어서는 곤란하고, 주어진 삶에 대한 고통을 딛고 일어서는 긍정이 있어야 했다.’ 그것이 바로 손병걸이 말하는 자신에게 있어서의 문학이다. 그는 가끔은 버거운 글쓰기를 내려놓고 기쁜 마음으로 집을 나선다. 사람들 앞에서 마이크를 잡는 일, 강의를 위해서다. 자리에 따라서는 주제가 다르지만 그가 되도록 빼놓지 않는 이야기가 있는데 그것은 더하고 빼고 할 것이 없는 바로 자신이 살아온 이야기다. 그는 그 어떤 삶도 절대다수의 행복을 위하여 긍정해야 하고 그래서 자신이 쓰는 활자들이 힘찬 문장으로 일어서기를 원하며 그야말로 모든 슬픔이 맑아지기를 간절히 빌고 있다.

## 시집 《통증을 켜다》(삶이 보이는 창,2017)ISBN 978-89-6655-077-7
- 《푸른 신호등》 (문학마루, 2010) (ISBN 10-8994286004)
- 《나는 열 개의 눈동자를 가졌다》 (애지, 2011) (ISBN 10-8992219296)

## 수상
- 2006 제10회 구상솟대문학상 본상
- 2008 대한민국장애인문학상 시부문 우수상
- 2009 전국장애인근로자문학상 국회의장상
- 2011 제6회 장애인문화예술대상 국무총리상
- 2011 서울문화재단 창작지원금 수혜
- 2011 2분기 대한민국 우수문학도서 선정 - 나는 열 개의 눈동자를 가졌다(애지)
- 2013 대한민국장애인음악제 작시부문 대상
- 2013 중봉조헌문학상

## 경력
- 1990 703특공대 전역
- 1997 중도 실명 시각장애 1급 판정
- 현 한국작가회의 회원
- 현 문화체육관광부 장애인문학부 자문위원
- 현 법무부 보호 관찰소 강사